# Riemenblumengewächse
Die Riemenblumengewächse (Loranthaceae) sind eine Pflanzenfamilie innerhalb der Ordnung der Sandelholzartigen (Santalales). Die etwa 73 Gattungen mit etwa 950 Arten gedeihen von den gemäßigten Klimazonen über die Subtropen bis in die Tropen, hauptsächlich auf der Südhalbkugel („gondwanische“ Verbreitung). Diese mistelartigen Pflanzen sind Halbparasiten (Halbschmarotzer) und in mindestens einem Fall (Tristerix aphyllus) Vollschmarotzer auf ausdauernden Gewächsen: Gehölzen oder Sukkulenten. – Man beachte, dass die deutsche Bezeichnung Riemenblume nicht nur für die namensgebende Gattung Loranthus gebraucht wird, sondern auch für die Gattung Loropetalum der Zaubernussgewächse (Hamamelidaceae).

## Beschreibung

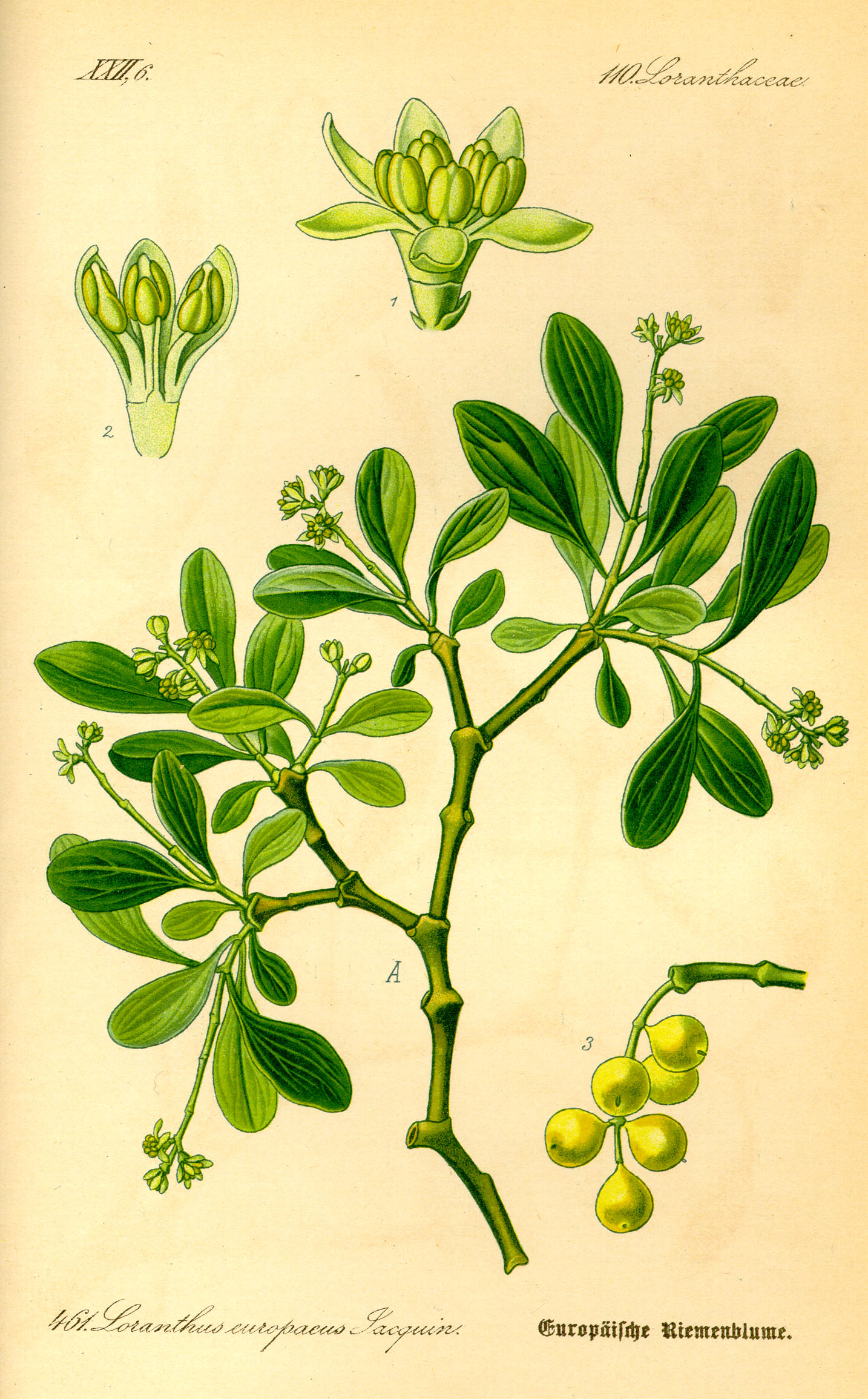
Illustration der Eichenmistel (Loranthus europaeus)

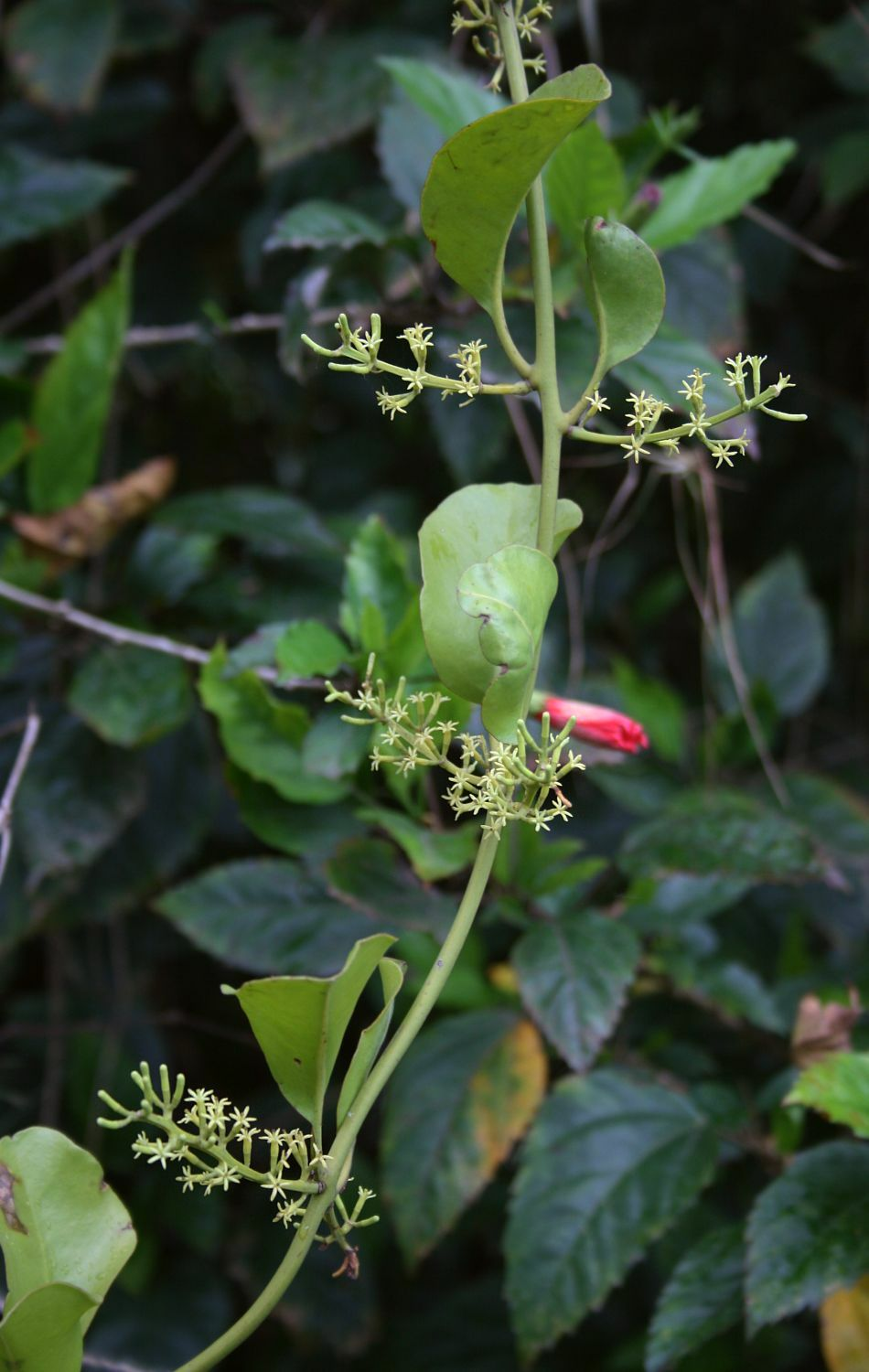
Zweig mit Laubblättern und Blütenständen von Struthanthus orbicularis

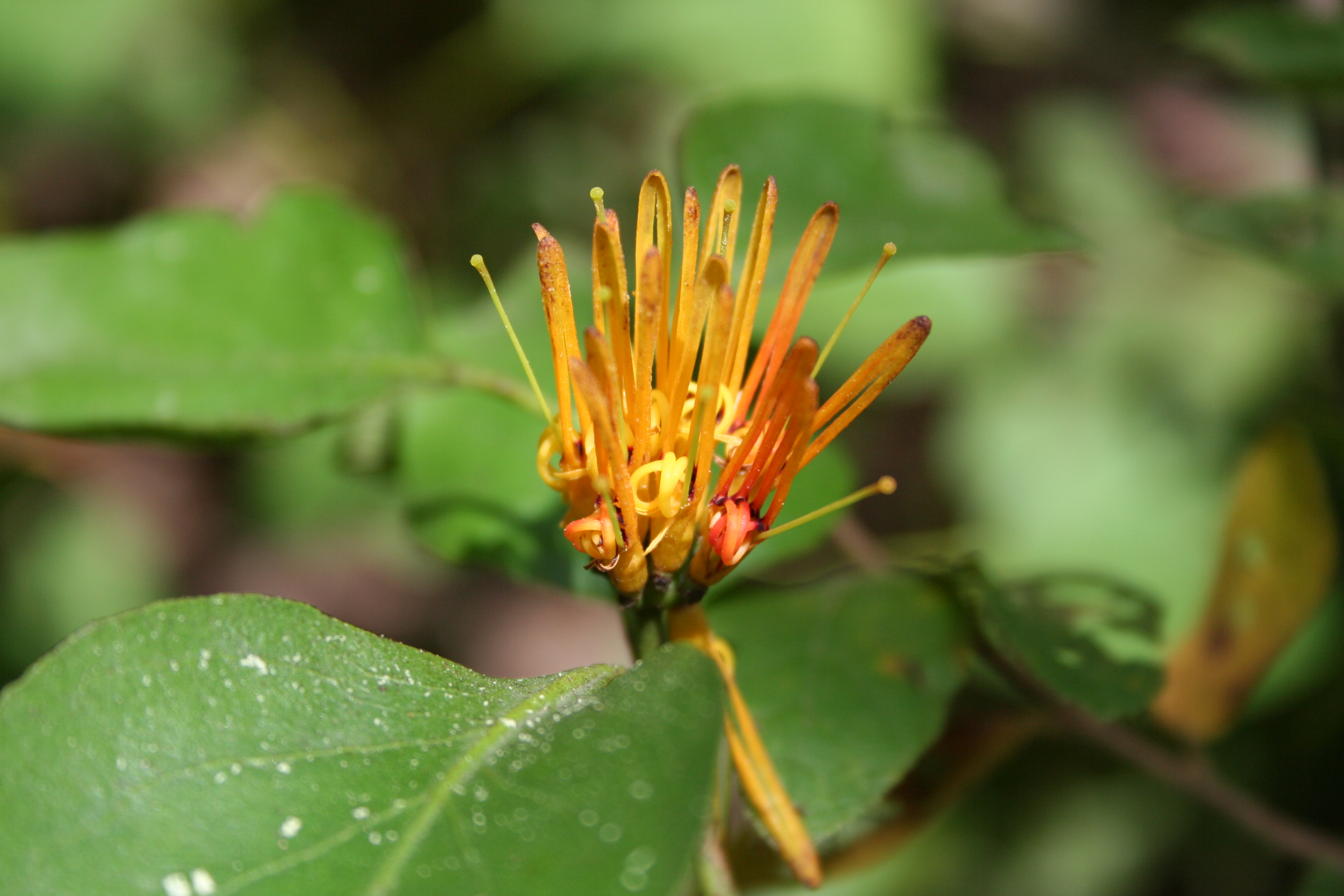
Laubblätter und Blüten von Englerina lecardii

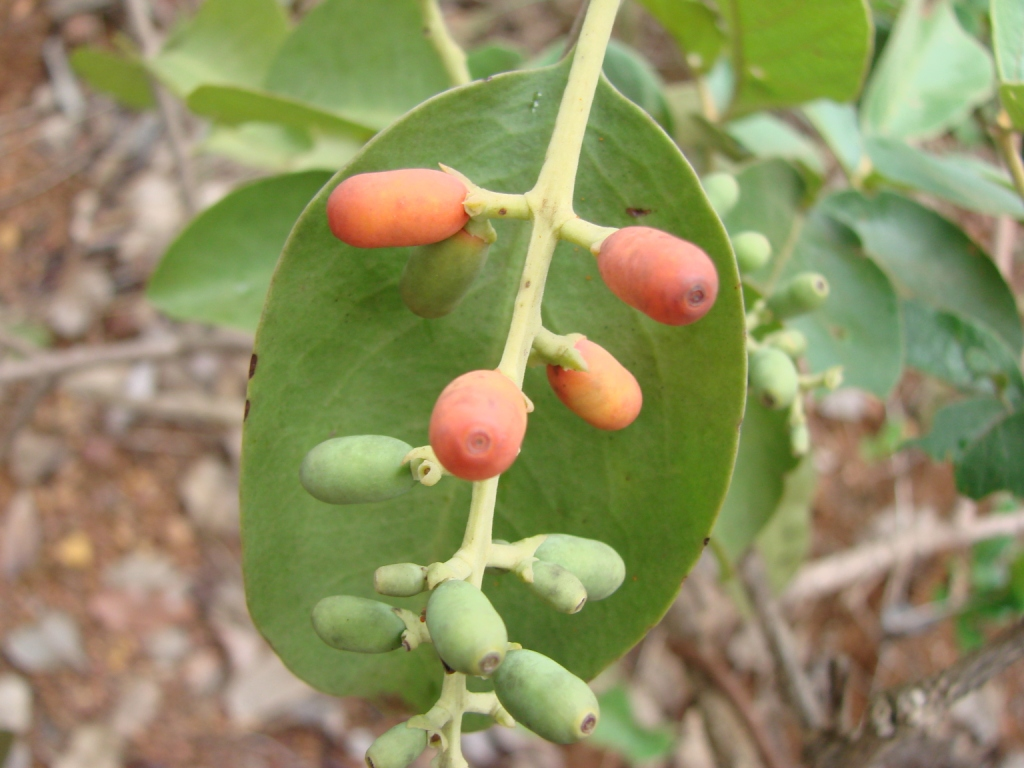
Laubblätter und reifende Früchte von Phthirusa ovata

### Erscheinungsbild und Blätter
Sie wachsen immergrün meist strauchartig, oder als selbständig aufrechte Sträucher, selten als Bäume (gut entwickelte Exemplare von Nuytsia floribunda) oder seltener als Lianen (beispielsweise Tristerix). Das Sekundäre Dickenwachstum erfolgt über einen konventionellen Kambiumring oder anomal über ein konzentrisches Kambium (Nuytsia floribunda).
Bei manchen Arten sind die Blätter reduziert und die Photosynthese erfolgt über grüne, dann oft geflügelte Zweige. Bei den meisten Arten sind aber gut entwickelte Laubblätter vorhanden. Die meist gegenständigen Laubblätter besitzen eine einfache, ganzrandige, oft ledrige oder fleischige, seltener häutige Blattspreite. Es sind keine Nebenblätter vorhanden.

### Blütenstände und Blüten
Die Blüten stehen in bündeligen, zymösen, traubigen, ährigen oder doldigen Blütenständen zusammen. Die Blüten stehen über einem Paar von Deckblättern (Calyculus), die verwachsen sind und einen Nebenkelch bilden.
Die Blüten sind meist zwittrig, es gibt aber selten Arten mit eingeschlechtigen Blüten (Nuytsia floribunda, Loranthus europaeus). Die Individuen dieser Arten sind entweder einhäusig getrenntgeschlechtig (monözisch) oder zweihäusig wie die namensgebende Riemenblume selbst. Die Blüten sind mehr oder weniger radiärsymmetrisch und meist fünf- oder sechszählig (drei- bis neunzählig). Der Blütenboden (Rezeptakel) ist deutlich hohl. Es ist ein Blütenbecher (Hypanthium) vorhanden. Es können drei bis neun freie oder verwachsene deutliche Kelchblätter vorhanden sein, aber sie können auch mehr oder weniger stark reduziert sein bis nur noch ein gelappter bis gezähnter Becher oder Ring erkennbar ist (Calyculus) Die Kelchblätter sind schon in der Blütenknospe geöffnet und haltbar. Die drei bis neun Kronblätter können frei sein; aber bei sehr vielen Gattungen sind sie zu einer Röhre verwachsen. Die oft gebogene Kronröhre kann auf einer Seite gespalten sein und die Blütenkrone kann zweilippig sein. Die Farbe der Kronblätter reicht von gelb über orangefarben bis rot. Es ist nur der innere Kreis mit meist fünf oder sechs (drei bis neun) fertilen Staubblättern vorhanden. Die Staubfäden sind untereinander frei, aber mit den Kronblättern verwachsen. Die Staubbeutel öffnen sich oft explosionsartig mit einem longitudinalen Schlitz. Die zweizelligen Pollenkörner besitzen meist drei oder seltener vier Aperturen und sind colpat; bei Atkinsonia sind keine Aperturen vorhanden. Drei oder vier Fruchtblätter sind zu einem unterständigen, einkammerigen Fruchtknoten verwachsen. In basaler Plazentation befinden sich vier bis zwölf sitzende, undifferenzierte Samenanlagen.

### Früchte und Samen
Die Schließfrüchte sind meist fleischig, selten nichtfleischig (beispielsweise bei Nuytsia floribunda). Fast alle Arten  bilden Beeren, wenige Arten Steinfrüchte, nur bei Nuytsia floribunda sind es geflügelte Nüsse.
Die Samen enthalten viel ölhaltiges Endosperm. Die Samen besitzen keine Samenschale (Testa); sie sind vielmehr von einer klebrigen Pulpa umhüllt. Der gut differenzierte, chlorophyllhaltige Embryo besitzt ein oder zwei Keimblätter (Kotyledonen), die oft untereinander verbunden sind.

### Chromosomenzahlen
Die Chromosomengrundzahlen betragen x = 8 bis 12.

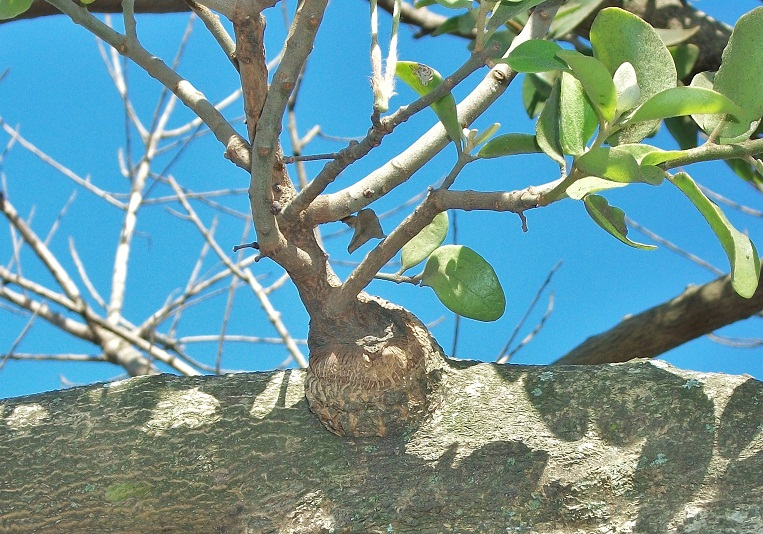
Erianthemum dregei: typisch angeschwollenes Kontaktorgan auf einem Ast von Croton sylvaticus in Amanzimtoti, KwaZulu-Natal, Südafrika

## Ökologie

### Lebensweise
Sie leben als verholzte Halbparasiten (Halbschmarotzer) auf den oberirdischen Teilen von Bäumen und Sträuchern oder (selten) an Wurzeln der Wirtspflanzen. Bei vielen Arten sind keine Wurzeln im eigentlichen Sinne vorhanden, sondern ihre Kontaktorgane gleichen mehr Haustorien.

### Bestäubung
Viele Arten besitzen relativ große, auffällige rot oder gelb gefärbte langröhrige Blüten, die von Vögeln (Ornithophilie) bestäubt werden. Bei den anderen Arten mit kleineren und unauffälligeren Blüten erfolgt die Bestäubung durch Insekten (Entomophilie). Die einzige in Europa heimische Art, die laubabwerfende Eichenmistel (Loranthus europaeus), besitzt unauffällige, zweihäusig verteilte gelbliche Blüten.

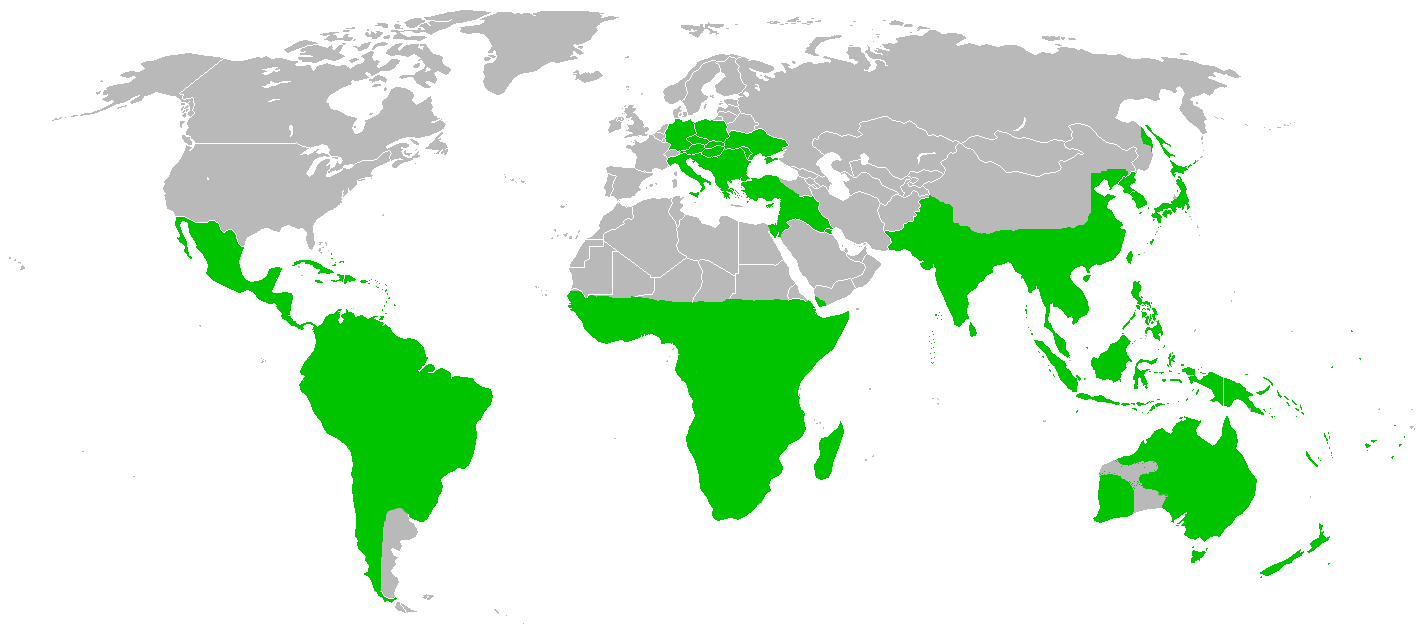
Verbreitung der Familie Loranthaceae

## Systematik und Verbreitung
Die Familie Loranthaceae wurde 1808 durch Antoine Laurent de Jussieu in Annales du Museum National d'Histoire Naturelle, Band 12, S. 292 aufgestellt. Typusgattung ist Loranthus Jacq. Synonyme für Loranthaceae Juss. sind: Elytranthaceae Tiegh., Gaiadendraceae Tiegh. ex Nakai, Nuytsiaceae Tiegh., Treubellaceae Tiegh. nom. illeg., Psittacanthaceae Nakai.
Die meisten Arten der Riemenblumengewächse kommen von den gemäßigten Klimazonen über die Subtropen bis in die Tropen vor, hauptsächlich auf der Südhalbkugel. Im südöstlichen Mitteleuropa gehört nur die Eichenmistel (Loranthus europaeus) zu dieser Familie.
Die früher ebenfalls hierher gestellten, in Mitteleuropa heimischen Misteln der Gattung Viscum und weitere mit diesen verwandte Gattungen, die lange Zeit auch in eine eigene Familie Viscaceae gestellt worden sind, werden nach umstrittenen neueren Erkenntnissen in die Familie der Sandelholzgewächse (Santalaceae) gruppiert.

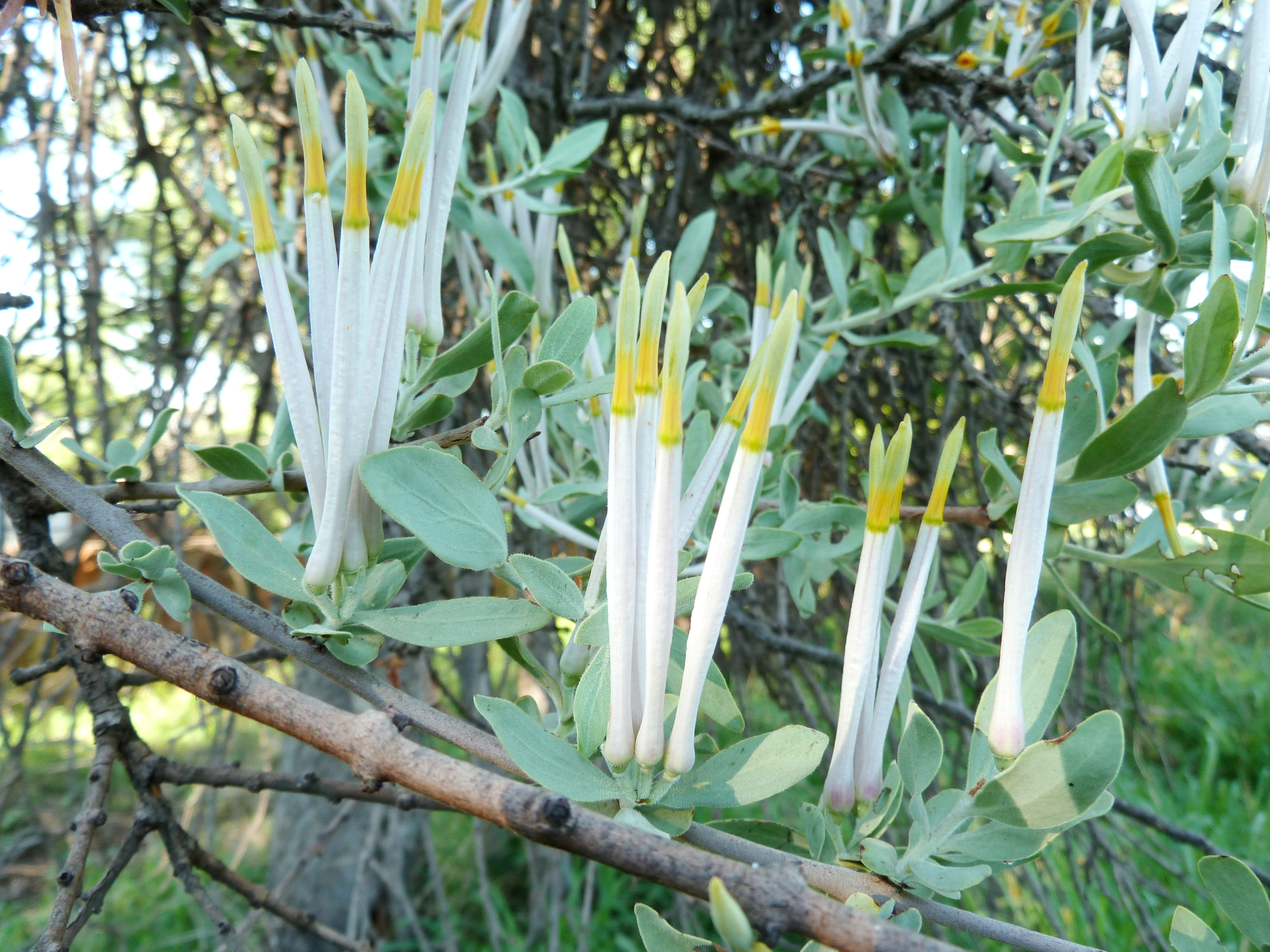
Agelanthus natalitius subsp. zeyheri mit knospigen Blüten auf Acacia caffra in Seringveld bei Pretoria

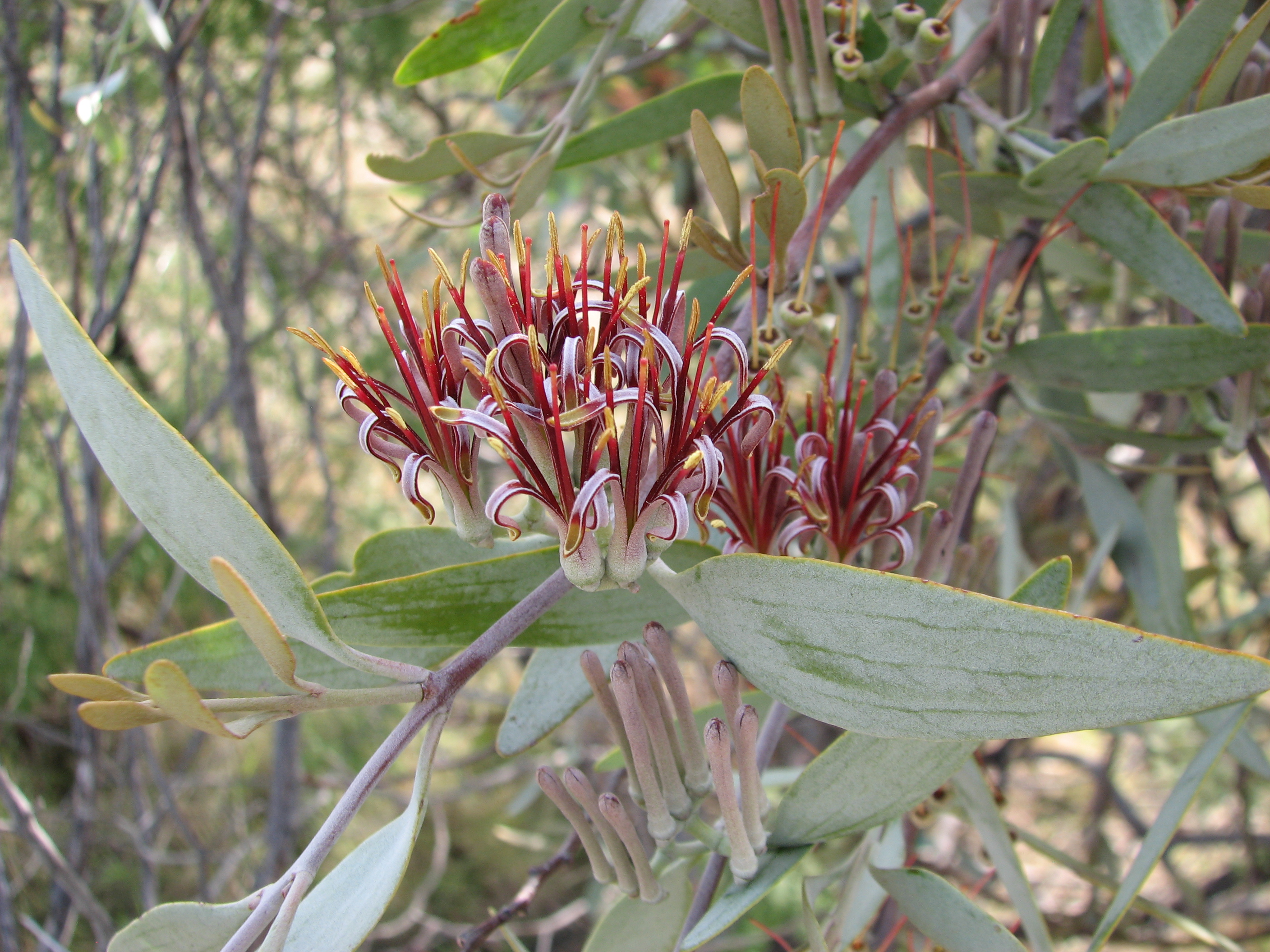
Laubblätter und Blüten von Amyema quandang

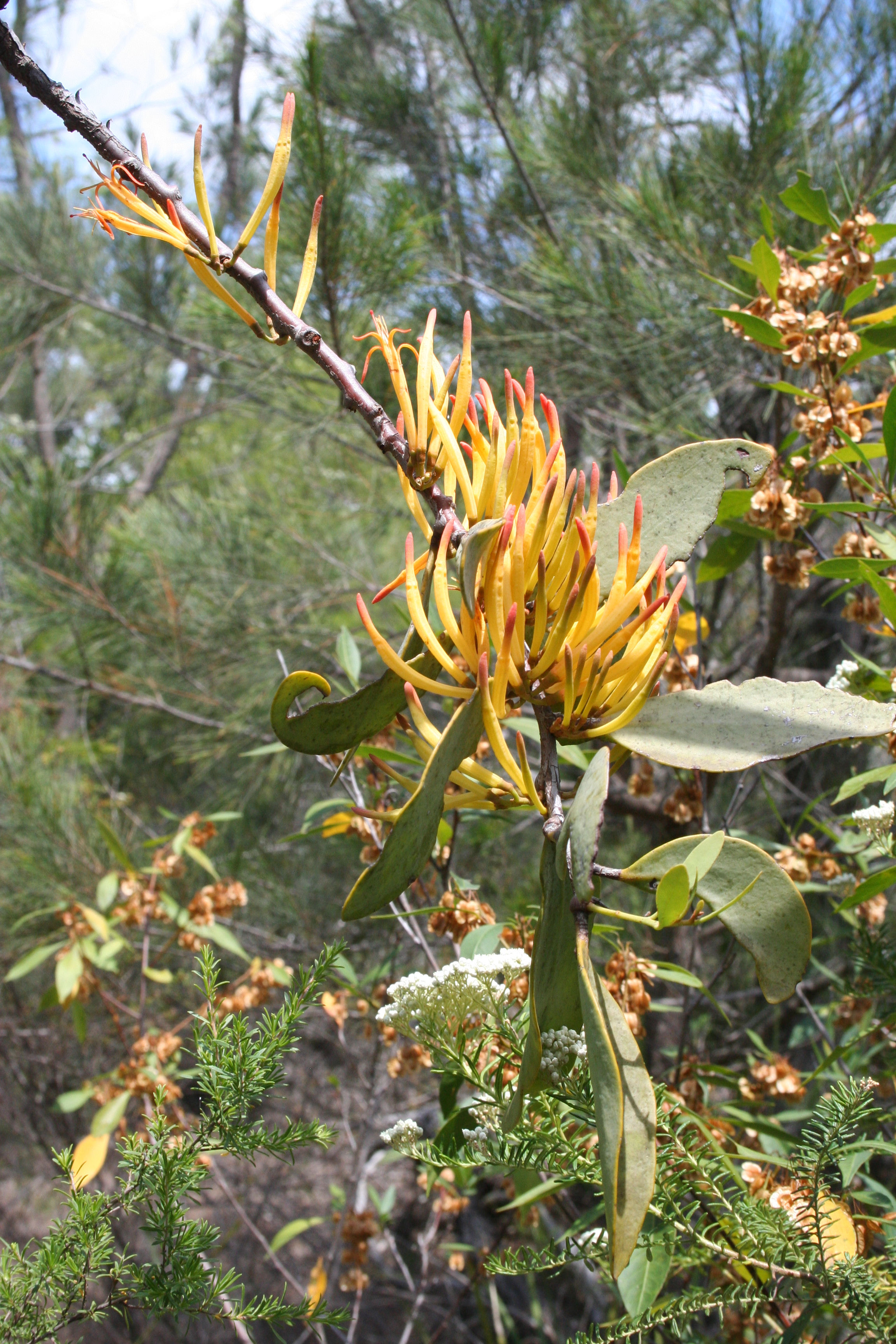
Laubblätter und Blüten von Dendrophthoe vitellina auf einer Allocasuarina auf dem Nannygoat Hill in Earlwood, New South Wales

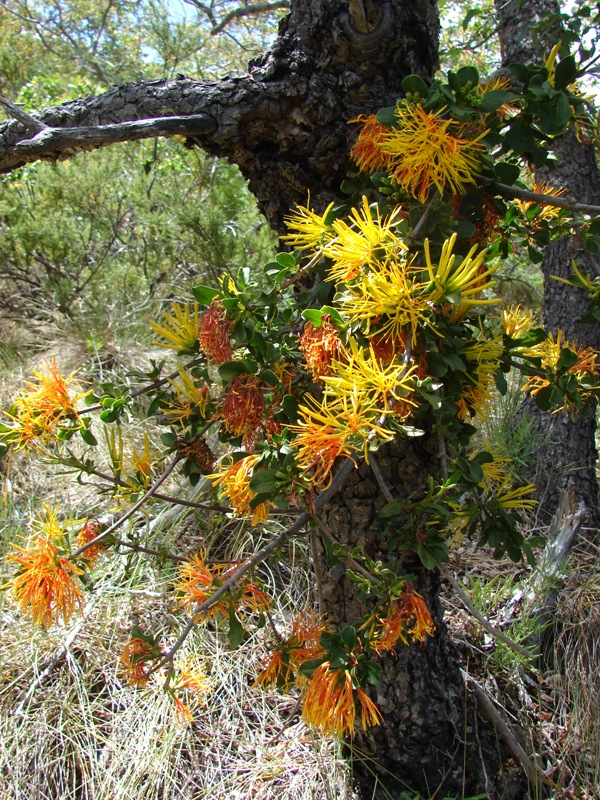
Blühendes Exemplar von Desmaria mutabilis

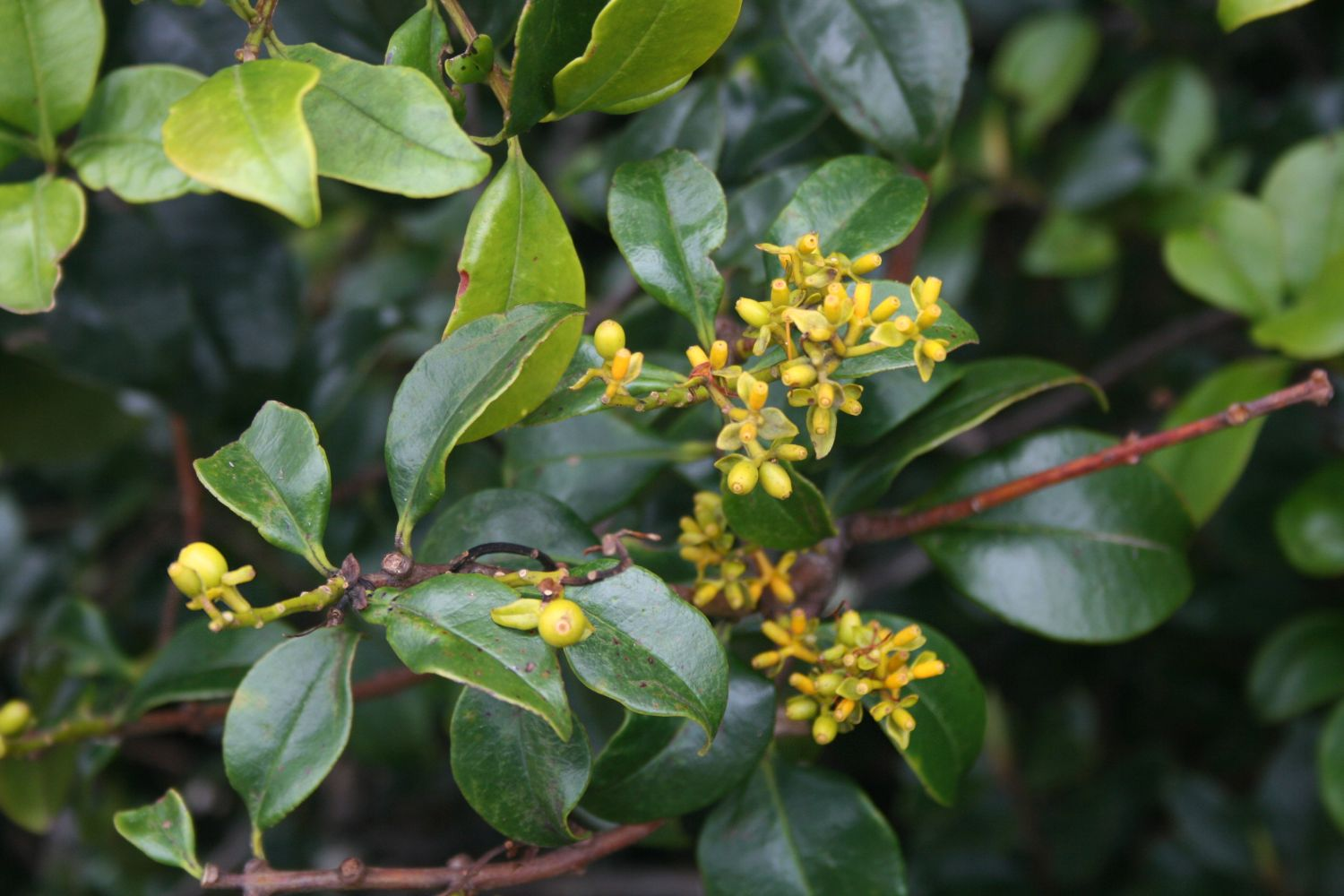
Laubblätter und Blüten von Gaiadendron punctatum

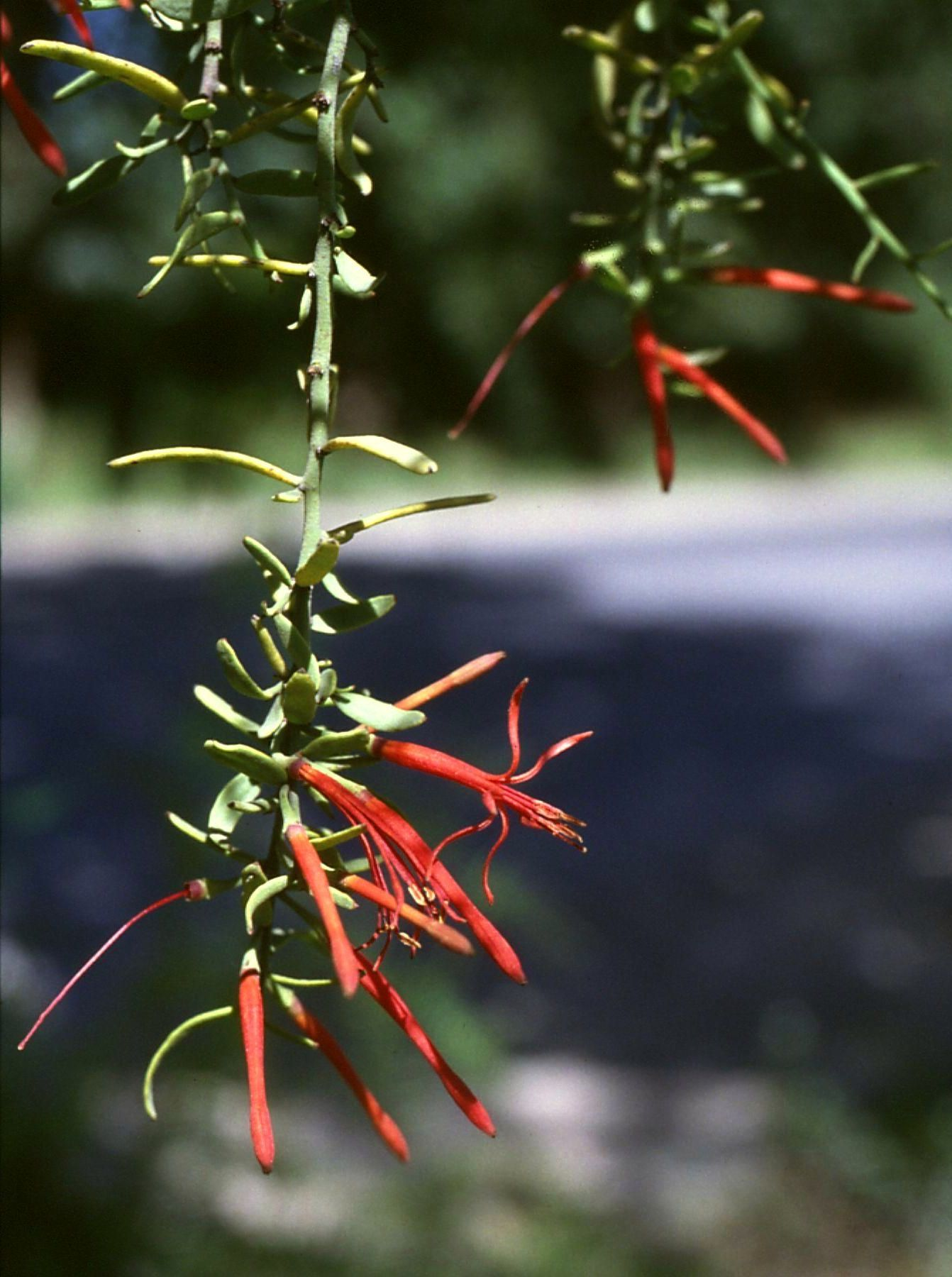
Ligaria cuneifolia auf Schinus molle im „Parque General San Martín“ in der Provinz Mendoza, Argentinien

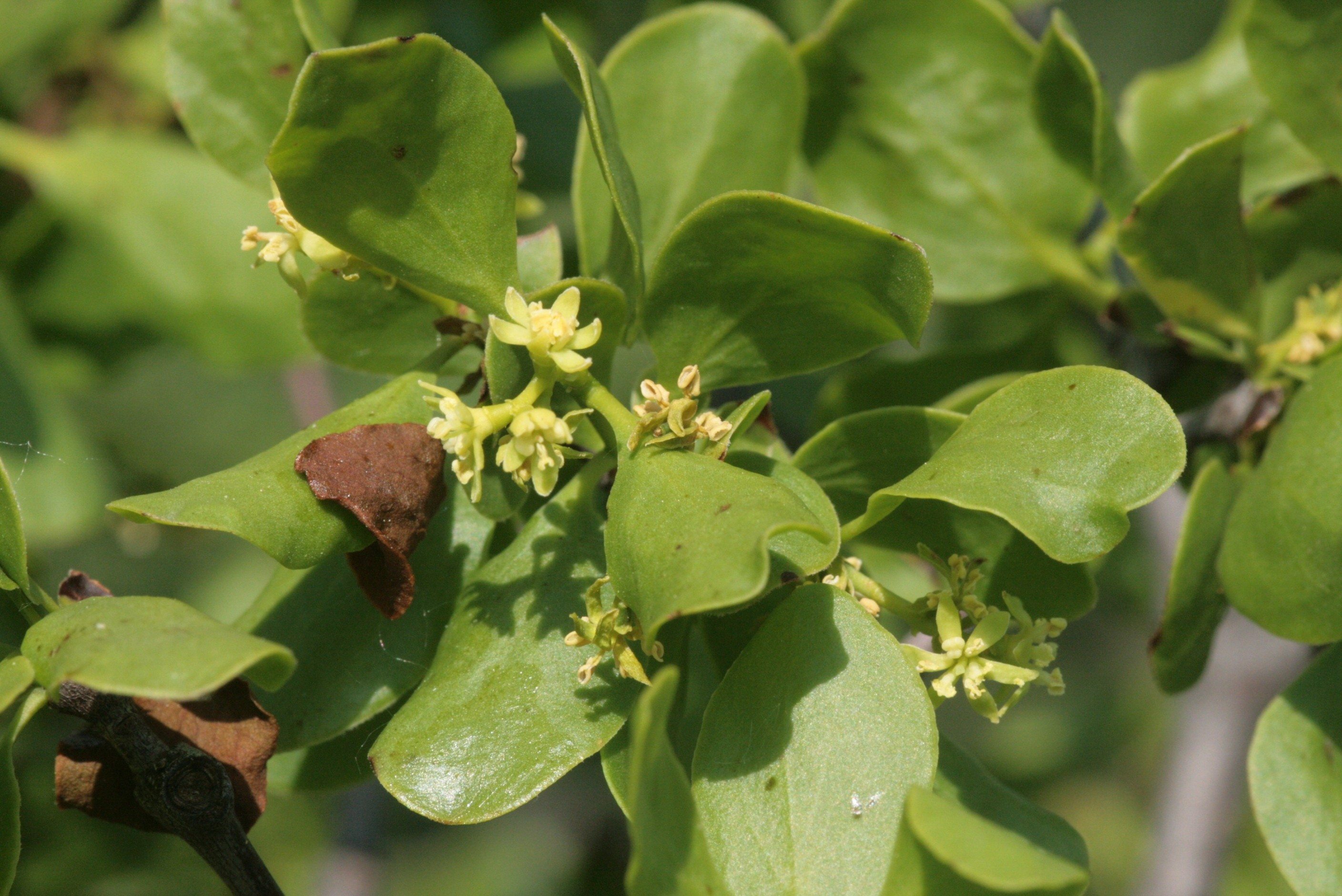
Eichenmistel (Loranthus europaeus), männliche Pflanze belaubt und blühend

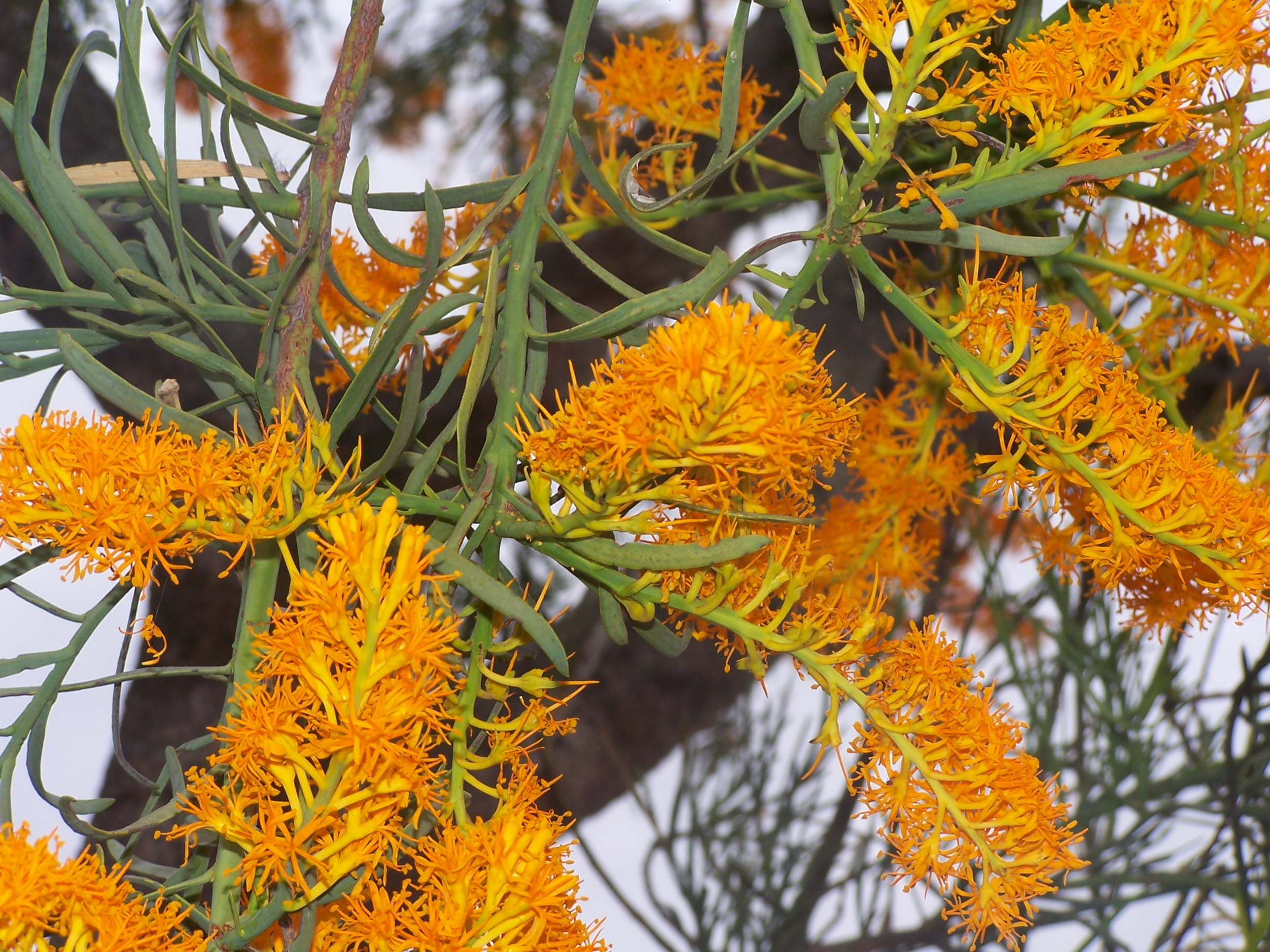
Nuytsia floribunda mit Blütenständen

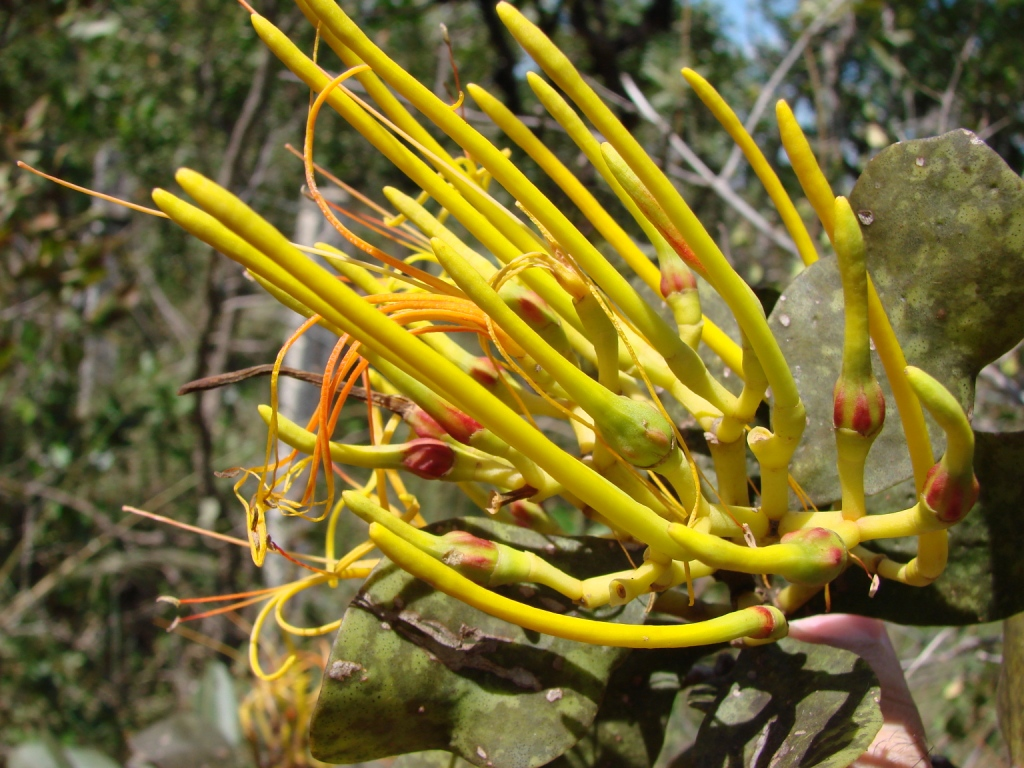
Blütenstand von Psittacanthus robustus

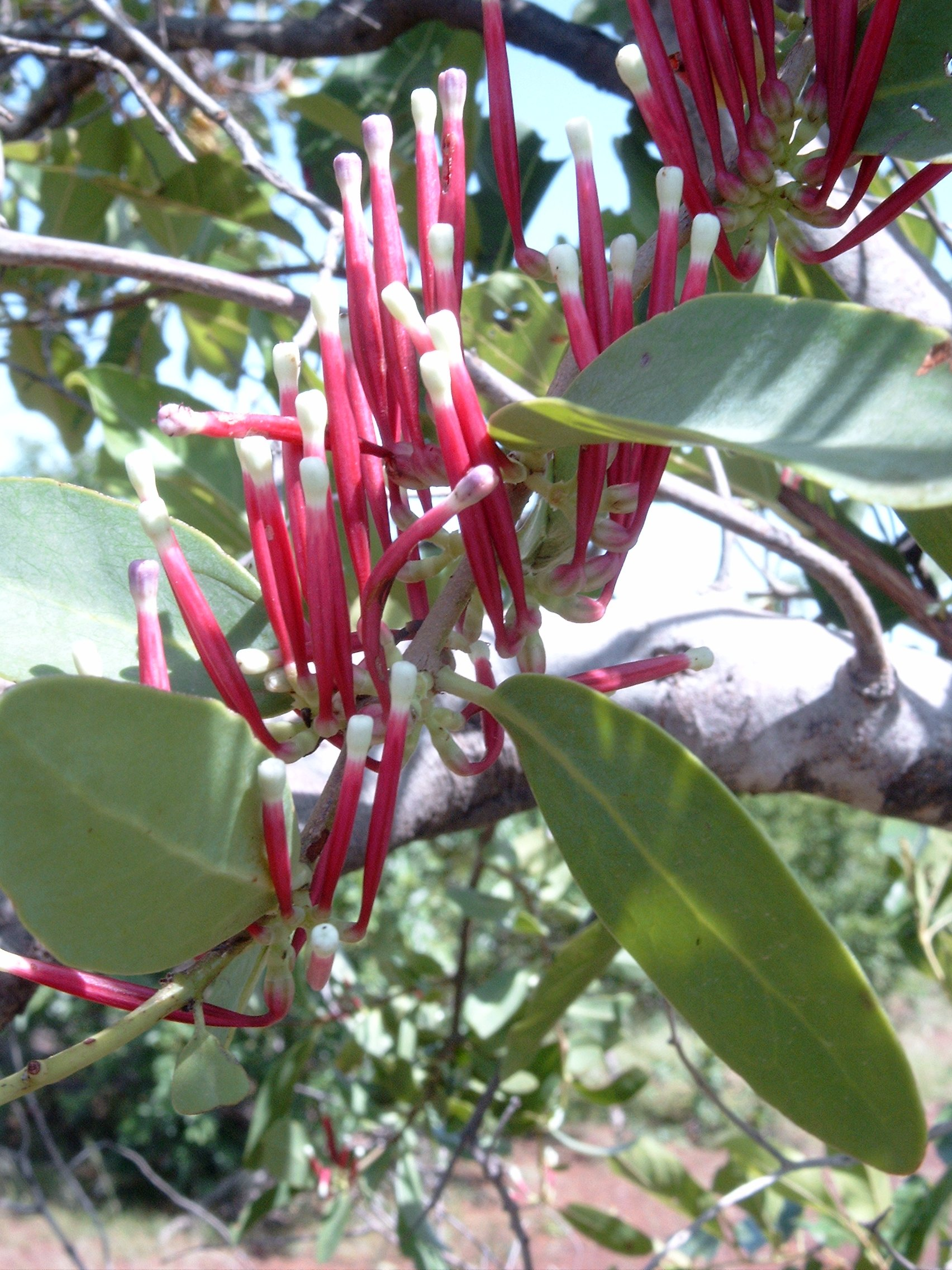
Tapinanthus globiferus

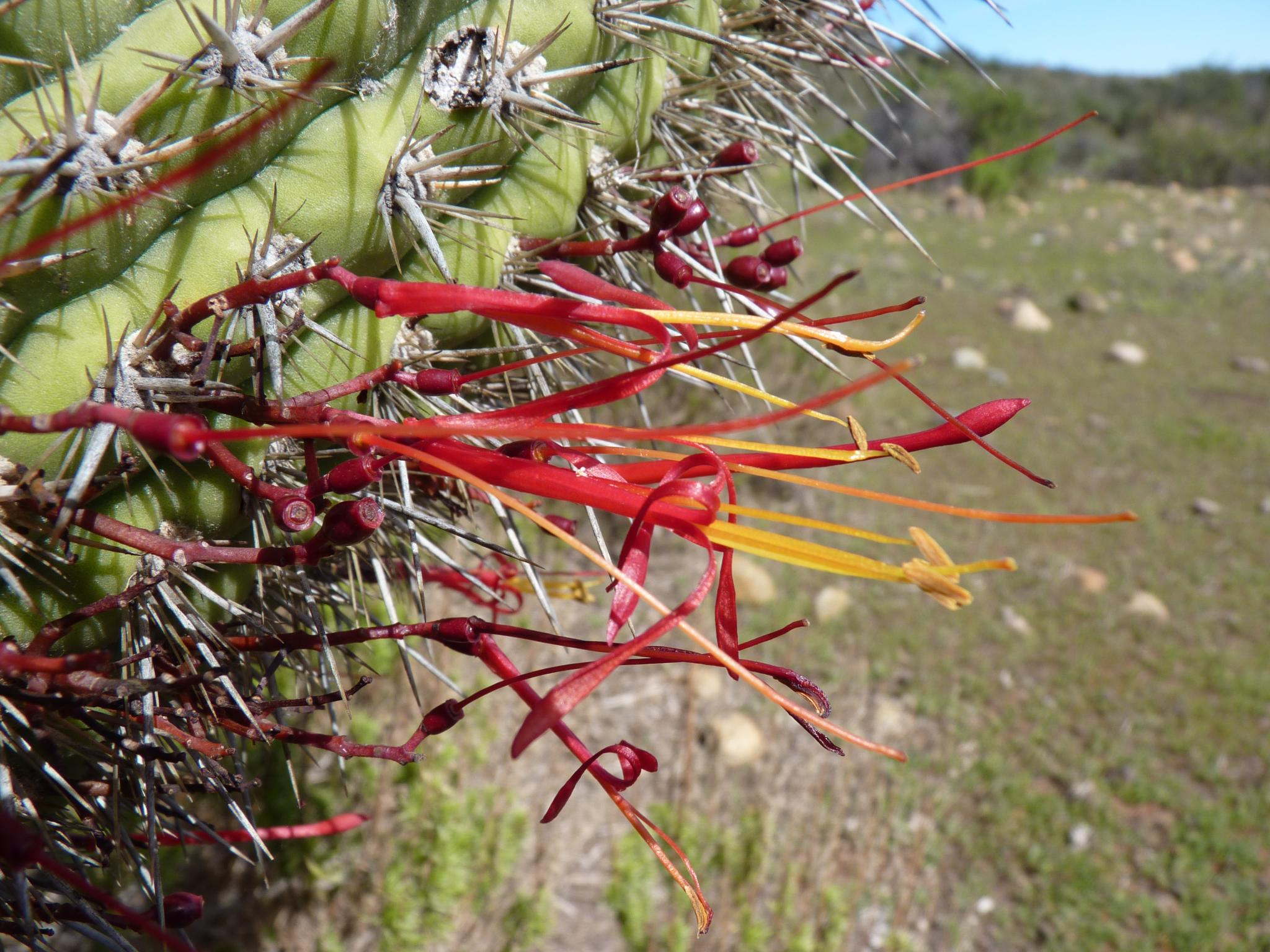
Tristerix aphyllus, hier blühend und zugleich fruchtend, holoparasitisch in bestimmten Kakteen

In die Familie Loranthaceae werden 65 bis 73 Gattungen gestellt:
- Actinanthella Balle: Es gibt nur eine Art (oder mit einer zweiten Art; beide kommen in Afrika vor):
  - Actinanthella menyharthii (Engl. & Schinz) Balle
- Aetanthus (Eichler) Engl.: Die etwa 10 Arten gedeihen in den nördlichen Anden.
- Agelanthus Tiegh. (Syn.: Acranthemum Tiegh., Dentimetula Tiegh., Schimperina Tiegh.): Die etwa 59 Arten sind in Afrika und Arabien verbreitet.[4]
- Alepis Tiegh.: Es gibt nur eine Art:
  - Alepis flavida (Hook. f.) Tiegh.: Sie kommt in Neuseeland vor.
- Amyema Tiegh. (Syn.: Candollina Tiegh., Cleistoloranthus Merr., Dicymanthes Danser, Neophylum Tiegh., Pilostigma Tiegh., Rhizanthemum Tiegh., Rhizomonanthes Danser, Stemmatophyllum Tiegh., Ungula Barlow, Xylochlamys Domin): Die 95 bis 100 Arten sind von Südostasien über die Philippinen bis Neuguinea sowie Australien (etwa 36 Arten), und den Samoa-Inseln verbreitet.[5]
- Amylotheca Tiegh.: Die etwa fünf Arten kommen von Melanesien bis Neuguinea, Neukaledonien und östlichen Australien (zwei Arten) vor.[5]
- Atkinsonia F.Muell.: Es gibt nur eine Art:
  - Atkinsonia ligustrina (Lindl.) F.Muell.: Dieser Endemit gedeiht nur in den Blue Mountains im südöstlichen Australien.[5]
- Bakerella Tiegh.: Von den etwa 16 Arten kommen 15 nur auf Madagaskar vor, eine kommt auch auf den Seychellen.[6]
- Benthamina Tiegh.: Es gibt nur eine Art:
  - Benthamina alyxifolia (Benth.) Tiegh.: Dieser Endemit kommt nur im östlichen Australien vor.[5]
- Berhautia Balle: Es gibt nur eine Art:
  - Berhautia senegalensis Balle: Sie kommt in Senegal und Gambia vor.
- Cecarria Barlow: Es gibt nur eine Art:
  - Cecarria obtusifolia (Merr.) Barlow: Sie kommt auf den Philippinen, auf Flores sowie Timor und auf der Cape York Halbinsel im nördlichen Queensland vor.[5]
- Cladocolea Tiegh.: Die etwa 26 Arten sind in Zentralamerika verbreitet.
- Cyne Danser (Syn.: Tetradyas Danser): Die etwa sechs Arten kommen von den Philippinen bis Neuguinea vor.
- Dactyliophora Tiegh.: Die nur zwei oder drei Arten kommen auf Seram, in Papuasien und eine Art kommt auch auf der Cape York Halbinsel im nördlichen Queensland vor.[5]
- Decaisnina Tiegh.: Die 25 bis 30 Arten kommen von Java und den Philippinen bis nördlichen Australien, Tahiti und den Marquesas vor.[5]
- Dendropemon (Blume) Rchb.: Die etwa 20 Arten kommen auf karibischen Inseln vor.
- Dendrophthoe Mart.: Die 30 bis 38 Arten sind in den Tropen Afrikas, Asiens und Australiens verbreitet. Ein Schwerpunkt der Artenvielfalt liegt im westlichen Malesien.[5]
- Desmaria Tiegh.: Es gibt nur eine Art:
  - Desmaria mutabilis (Poepp. & Endl.) Tiegh. ex T.Durand & B.D.Jacks.: Sie kommt in Chile vor.
- Diplatia Tiegh.: Die etwa drei Arten kommen im tropischen Australien vor.[5]
- Distrianthes Danser: Die ein bis drei Arten kommen in Neuguinea vor.
- Elytranthe (Blume) Blume: Die nur zwei Arten kommen von Indien bis Vietnam und im westlichen Malesien vor.
- Emelianthe Danser: Es gibt nur eine Art:
  - Emelianthe panganensis (Engl.) Danser: Soe kommt in Ost- und Nordostafrika vor.
- Englerina Tiegh.: Die etwa 25 Arten  kommen im tropischen Afrika vor.
- Erianthemum Tiegh.: Die etwa 16 Arten kommen in Ost- und Südafrika vor.
- Gaiadendron G.Don: Es gibt nur eine Art:
  - Gaiadendron punctatum (Ruiz & Pav.) G.Don: Sie kommt in der Neotropis vor.
- Globimetula Tiegh.: Die etwa 13 Arten kommen im tropischen Afrika vor.
- Helicanthes Danser: Es gibt nur eine Art:
  - Helicanthes elasticus (Desvaux) Danser: Sie kommt in Indien vor.
- Helixanthera Lour.: Die etwa 45 Arten kommen vom tropischen Afrika bis Sulawesi vor.
- Ileostylus Tiegh.: Es gibt nur eine Art:
  - Ileostylus micranthus (Hook. f.) Tiegh.: Sie kommt in Neuseeland vor.
- Ixocactus Rizzini: Die etwa sieben Arten kommen in Kolumbien und Venezuela vor.
- Kingella Tiegh. (wird auch zu Trithecanthera gestellt): Es gibt nur eine Art:
  - Kingella scortechinii (King) Tiegh.: Sie kommt in Malaysia vor.
- Lampas Danser: Es gibt nur eine Art:
  - Lampas elmeri (Merr.) Danser: Dieser Endemit kommt im nördlichen Borneo vor.
- Lepeostegeres Blume (Syn.: Choristegeres Tiegh., Choristegia Tiegh., Stegastrum Tiegh.): Die neun Arten kommen von Malesien bis Neuguinea vor.
- Lepidaria Tiegh.(Chorilepidella Tiegh., Chorilepis Tiegh., Lepidella Tiegh.); mit etwa acht Arten, sie kommen von Thailand bis Malesien vor
- Ligaria Tiegh.: Die etwa zwei Arten kommen in Südamerika vor.
- Loranthus Jacq.: Es gibt ein bis acht Arten, darunter:
  - Eichenmistel (Loranthus europaeus Jacq.): Es ist die einzige europäische Art dieser Familie.
- Loxanthera (Blume) Blume: Es gibt nur eine Art:
  - Loxanthera speciosa Blume: Sie kommt auf der malaiischen Halbinsel, in Sumatra, Borneo und Java vor.[4][7]
- Lysiana Tiegh.: Die etwa acht Arten kommen nur in Australien vor,[5] darunter:
  - Lysiana casuarinae (Miq.) Tiegh.: Dieser Endemit gedeiht in semiariden Waldländern von der Hamersley Range bis Norseman in Western Australia. Sie parasitiert auf mehreren Baumarten, hauptsächlich aus der Familie Casuarinaceae, auf Acacia sowie Exocarpos-Arten.[5]
- Macrosolen (Blume) Rchb.: Die etwa 30 Arten kommen von Südasien bis Neuguinea vor.
- Moquiniella Balle: Es gibt nur eine Art:
  - Moquiniella rubra (A.Spreng.) Balle. Sie kommt in Südafrika vor.
- Muellerina Tiegh. (Syn.: Furcilla Tiegh., Hookerella Tiegh.): Die vier oder fünf Arten kommen im östlichen Australien vor.[5]
- Notanthera (DC.) G.Don (Syn.: Phrygilanthus Eichler): Es gibt nur eine Art:
  - Notanthera heterophylla (Ruiz & Pav.) G.Don: Sie kommt in Südamerika vor.
- Nuytsia R.Br. ex G.Don: Es gibt nur eine Art:
  - Nuytsia floribunda (Labill.) R.Br.: Dieser Endemit gedeiht in Trockengebieten im südwestlichen Western Australia.[5]
- Oedina Tiegh.: Die etwa vier Arten kommen in Tansania und Malawi vor.
- Oliverella Tiegh.: Die etwa drei Arten sind in Afrika verbreitet.
- Oncella Tiegh.: Die etwa vier Arten kommen im tropischen Ostafrika vor.
- Oncocalyx Tiegh.: Die etwa 13 Arten kommen in Süd- und Ostafrika sowie in Arabien vor.
- Oryctanthus (Griseb.) Eichler (Syn.: Allohemia Raf., Glutago Comm. ex Poir.): Die etwa elf Arten sind in der Neotropis verbreitet.
- Oryctina Tiegh.: Die etwa acht Arten kommen in Südamerika vor.
- Panamanthus Kuijt: Es gibt nur eine Art:
  - Panamanthus panamensis (Rizzini) Kuijt: Sie kommt nur in Panama vor.
- Papuanthes Danser: Es gibt nur eine Art:
  - Papuanthes albertisii (Tiegh.) Danser: Sie kommt in Neuguinea vor.
- Pedistylis Wiens: Es gibt nur eine Art:
  - Pedistylis galpinii (Schinz ex Sprague) Wiens: Sie kommt in Südafrika vor.
- Peraxilla Tiegh. (Syn.: Neamyza Tiegh., Perella (Tiegh.) Tiegh.): Die etwa zwei Arten kommen in Neuseeland vor.
- Phragmanthera Tiegh.: Die etwa 34 Arten kommen im tropischen Afrika und in Arabien vor.
- Phthirusa Mart.: Die etwa 40 Arten sind in der Neotropis verbreitet.
- Plicosepalus Tiegh.: Die etwa 12 Arten sind in Afrika und in Westasien verbreitet.
- Psittacanthus Mart.: Die etwa 50 Arten sind in der Neotropis verbreitet.
- Scurrula L.: Die etwa 20 Arten kommen von Südasien bis China und auf den Molukken vor.
- Septulina Tiegh.: Die nur zwei Arten kommen in Südafrika und im südlichen Namibia vor.
- Socratina Balle: Die seit 2014 etwa drei Arten kommen nur auf Madagaskar vor.[6]
- Sogerianthe Danser: Es gibt nur eine Art:
  - Sogerianthe sogerensis (S.Moore) Danser
- Spragueanella Balle: Es gibt nur eine Art:
  - Spragueanella rhamnifolia (Engl.) Balle: Sie kommt in Afrika vor.
- Struthanthus Mart. (Syn.: Eichlerina Tiegh., Peristethium Tiegh., Ptychostylus Tiegh., Spirostylis C.Presl ex Schult. & Schult. f., Steirotis Raf.): Die etwa 50 Arten sind in der Neotropis verbreitet.
- Tapinanthus (Blume) Rchb. (Syn.: Acrostephanus Tiegh., Lichtensteinia J.C.Wendl. nom. inval.): Die etwa 33 Arten kommen im südlichen und im tropischen Afrika vor und eine Art erreicht auch den Jemen.
- Taxillus Tiegh. (Syn.: Locella Tiegh., Phyllodesmis Tiegh.): Die etwa 35 Arten kommen vom tropischen Asien bis Malesien und an die Küste Kenias vor.
- Thaumasianthes Danser: Es gibt nur eine Art:
  - Thaumasianthes amplifolia (Merr.) Danser: Sie kommt auf den Philippinen vor.
- Tolypanthus (Blume) Rchb.: Die etwa fünf Arten kommen von Indien bis Südostchina vor.
- Trilepidea Tiegh.: Es gibt nur eine Art:
  - Trilepidea adamsii (Cheeseman) Tiegh.: Dieser Endemit kommt nur auf der Nordinsel von Neuseeland.
- Tripodanthus (Eichler) Tiegh.: Die etwa drei Arten kommen in Südamerika vor.
- Tristerix Mart. (Syn.: Epicoila Raf., Metastachys (Benth. & Hook. f.)Tiegh.): Die etwa elf Arten kommen in Südamerika vor.
- Trithecanthera Tiegh. (Syn.: Beccarina Tiegh., Kingella Tiegh.): Die etwa fünf Arten kommen im westlichen Malesien vor.
- Tupeia Cham. & Schltdl.: Es gibt nur eine Art:
  - Tupeia antarctica (G.Forst.) Cham. & Schltdl.: Sie kommt in Neuseeland vor.
- Vanwykia Wiens: Es gibt nur eine Art:
  - Vanwykia remota (Baker & Sprague) Wiens: Sie kommt in Südostafrika vor.

## Weiterführende Literatur
- B. A. Barlow. Loranthaceae. S. 209–401, In: C. Kalkman et al. (Hrsg.): Flora Malesiana. Series 1, Volume 13, Rijksherbarium, Hortus Botanicus Leiden, 1997. PDF.
- Romina Vidal-Russell, Daniel L. Nickrent: A molecular phylogeny of the mistletoe family Loranthaceae. In: Botany Conference 2005 – Learning From Plants, Austin Texas, S. 131–132.
- R. Vidal-Russell, Daniel L. Nickrent: Evolutionary relationships in the showy mistletoe family (Loranthaceae). In: American Journal of Botany, Volume 95, 2008, S. 1015–1029. doi:10.3732/ajb.0800085
- G. V. Pope, R. M. Polhill, E. S. Martins: Flora Zambesiaca, Volume 9, Part 3 – Polygonaceae-Myriaceae., 2006.
- Joshua P. Der, Daniel L. Nickrent: A molecular phylogeny of Santalaceae (Santalales). In: Systematic Botany, Volume 33, Issue 1, 2008, S. 107–116. doi:10.1600/036364408783887438